# Grand-Fort-Philippe
Grand-Fort-Philippe è un comune francese di 5 563 abitanti situato nel dipartimento del Nord nella regione dell'Alta Francia.

## Società

### Evoluzione demografica
Abitanti censiti